# Ziarul de Vaslui
Ziarul de Vaslui este un ziar regional din Moldova, România.
Ziarul de Vaslui, este un ziar independent din Vaslui, fondat de Ghețu Vlad și Zărnescu Mihaela, la 01 decembrie 2015, ca ediție de presă dedicată jurnalismului de calitate.
Pagina www.ziaruldevaslui.ro face parte dintre cele mai accesate ediții de presă online din regiunea moldovei și este vizitată lunar de peste 100 000 de useri. Ziarul s-a făcut remarcat prin nenumăratele acte de caritate, ajutând zeci de copii, bătrâni și oameni nevoiași de-a lungul timpului. 
PREMII -  Distincție de Excelență pentru susținerea Campaniei CNASR, oferită  de președintele CNASR, prof. univ. dr. Doru Buzducea, în cadrul celei de a V-a ediții a Galei Naționale a Excelenței în Asistență Socială, organizată de Colegiul Național al Asistenților Sociali din România (CNASR)

## Legături externe
- Ziarul de Vaslui